# Moneyboys
Moneyboys (en xinès: 金錢男孩, en pinyin: Xúnzhǎo) és una pel·lícula dramàtica taiwanesa-austríaca de 2021 escrita i dirigida per C.B.Yi (com el seu primer llargmetratge), i protagonitzada per Kai Ko, Chloe Maayan, JC Lin, Bai Yufan i Sun Qiheng. La pel·lícula es va estrenar als cinemes de la República de la Xina (Taiwan) el 19 de novembre de 2021.

## Argument
Fei treballa il·legalment com estafador per a mantenir a la seva família, però quan s'adona que estan disposats a acceptar els seus diners, però no la seva forma de vida, es produeix una important ruptura en les seves relacions. A través de la seva relació amb la testarruda Long, Fei sembla poder trobar una nova oportunitat en la vida, però llavors es troba amb Xiaolai, l'amor de la seva joventut, que li enfronta a la culpa del seu passat reprimit.

## Repartiment
- Kai Ko com a Liang Fei
- Chloe Maayan com a Lulu, Liang Hong/ Li Yu
- Bai Yufan com a Liang Long
- JC Lin com a Xiaolai
- Sun Qiheng

## Premis i nominacions
El juny de 2021, la pel·lícula va ser seleccionada per a competir en la secció Un Certain Regard del Festival de Cannes de 2021.